# 佐山陽規
佐山 陽規（さやま はるき、1950年12月22日 - ）は、日本の声楽家、俳優、声優。神奈川県横浜市出身。プロダクション・エコー所属。以前はM・Tプロジェクト、ヴォイスガレージ（業務提携）に所属していた。

## 経歴・人物
神奈川県立横浜翠嵐高等学校卒業。桐朋学園短期大学演劇科中退。
1972年3月、現「オペラシアターこんにゃく座」の前身である、「オペラ小劇場こんにゃく座」に入座。オペラ小劇場こんにゃく座に13年間在籍。この間に出演したステージ回数は2000回に及ぶ。退座後も『セロ弾きのゴーシュ』などの新作初演に客演として参加。ジローオペラ賞、音楽之友社賞の団体受賞に貢献。
1986年東宝ミュージカル『レ・ミゼラブル』のオーディションに合格。同年帝国劇場での『レ・ミゼラブル』初演では、工場長、コンブフェール、ジャベール警部を演じ、注目を浴びる。その後、数々のミュージカル作品に出演。
ミュージカル俳優の他、海外ドラマやアニメの吹き替えなど、声優の仕事も行っており、アニメ『こちら葛飾区亀有公園前派出所』では、体調不良により途中降板した菱谷紘二の後を継いで、大原大次郎（2代目）を演じ、お茶の間に声が知られるようになった。ジャンプ・コミックス『こちら葛飾区亀有公園前派出所』の第111巻に、巻末コメントを寄せている。このコメントの中で自身を「活字中毒」と述べている。
少コミフラワーコミックス『天は赤い河のほとり』のサウンドシアターCDでは、イルバーニを演じた。
ミュージカルでの歌唱力を生かしてディズニーアニメへの出演も多く『ポカホンタス』の日本語吹き替え版ではジョン・ラトクリフ提督の歌を担当（台詞は有川博）したのが最初、以降も何度か登場人物の歌唱を担当している。
宮本亜門の作品に出演する機会が多いことでも知られる。
M・Tプロジェクトの廃業から、2022年1月からテアトル・エコー放送映画部（現：プロダクション・エコー）所属。

## 出演作品

### ミュージカル
- レ・ミゼラブル
- ドン・ジョヴァンニ
- ホフマン物語
- ピーター・パン
- 夏の夜の夢
- The 5 o'clock Girl〜5時の恋人
- スターライト・ムーンライト
- 楽園伝説
- スクルージ
- DORA〜100万回生きた猫
- My Dream〜夢があるから〜
- 新・オズの魔法使い
- 太平洋序曲 (Pacific Overtures)
- 葉っぱのフレディ
- Freddie
- キャンディード - ジェイムズ / マーティン 役
- クリスマス・ボックス
- レ・ミゼラブル in コンサート
- 森は生きている（無名塾） - 1月の精 役
- 34丁目の奇跡〜Here's Love〜（1999年・2005年） - R.H.メイシー社長 役
- こちら葛飾区亀有公園前派出所 〜30周年だよ!おいしいとこ取りスペシャル!!〜 - 大原部長 役
- マリー・アントワネット（2006年・2007年）- ギヨタン博士 役
- 祝祭音楽劇「トゥーランドット｣ - 大臣役
- 音楽劇〜母さん〜
- 月のしずく
- 森は生きている（ライズ・プロディース） - 博士 役
- シラノ（2009年・2013年） - 観客 役 / カルボン 役
- 音楽劇　二十四の瞳 - 男先生 役
- 宇宙劇　ウレシパモシリ - 唄1
- タイタニック（演出：トム・サザーランド、2015年・2018年） - イシドール・ストラウス 役
- パッション - タンボウッリ軍医 役
- グランドホテル（演出：トム・サザーランド、2016年） - オッテンシュラッグ医師 役
- ミュージカルレビュー「歌会 KAKAI 2017」（構成・演出：原田優一）
- パジャマ・ゲーム（2017年）- ハスラー社長 役
- You're a Good Man, Charlie Brown（2019年・2020年） -  スヌーピー 役

### オペラ
- オペラ おこんじょうるり（オペラシアターこんにゃく座） - じんざ 役
- オペラ 浮かれのひょう六機織唄 - ひょう六 役 / 庄屋 役
- オペラ 白墨の輪 - シモン 役
- オペラ フィガロの結婚 - ドン・バジリオ 役
- オペラ セロ弾きのゴーシュ - 三毛猫 役
- オペラ 森は生きている- 兵士・11月の精 役 / 博士・12月の精 役
- オペラ おぐりとてるて - 閻魔大王 役

### 吹き替え

#### 洋画
- シンプル・ウィッシュ（オリヴァー・グリーニング〈ロバート・パストレリ〉）
- クレイドル・ウィル・ロック（バート・ウェストン〈ティモシー・ジェローム〉）
- チューブ・テイルズ

#### 海外ドラマ
- アリー my Love（ニューマン牧師）

#### 海外アニメ
- ポカホンタス（ジョン・ラトクリフ提督の歌声）
- ポカホンタスII/イングランドへの旅立ち（ジョン・ラトクリフ総督の歌声）
- プリンス・オブ・エジプト（エトロ）
- アナスタシア（ウラジミールの歌声）
- バルトーク・ザ・マジシャン [2]（ゾジの歌声）
- ふしぎの国のアリス（DVD版追加収録部分 - イモムシの歌声）
- ピートとドラゴン（町長）
- ライアンを探せ!（ヌーの歌声）
- パワーパフガールズ（眠りの精）
- 塔の上のラプンツェル（警護隊長）
- ラプンツェル あたらしい冒険（フレデリック国王）
- ラプンツェル ザ・シリーズ（フレデリック国王）
- ちいさなプリンセス ソフィア（マックスウェル卿）

### テレビアニメ
- こちら葛飾区亀有公園前派出所（1996年 - 2008年、大原大次郎〈2代目〉[3]、死神）
- こちら葛飾区亀有公園前派出所 THE FINAL 両津勘吉 最後の日（2016年、大原大次郎）

### 劇場アニメ
- こちら葛飾区亀有公園前派出所 THE MOVIE（1999年、大原大次郎[4]）
- こちら葛飾区亀有公園前派出所 THE MOVIE2 UFO襲来! トルネード大作戦!!（2003年、大原大次郎）

### ゲーム
- こちら葛飾区亀有公園前派出所 勝てば天国!負ければ地獄! 両津流 一攫千金大作戦!（大原大次郎）
- ジェイスターズ ビクトリーバーサス（大原大次郎）
- Kinect: ディズニーランド・アドベンチャーズ（イモムシ）